# Bathyraja
Bathyraja là một chi cá đuối lớn thuộc họ Arhynchobatidae.

## Loài
Hiện có 55 loài được ghi nhận thuộc về chi Bathyraja:
- Bathyraja abyssicola (Gilbert, 1896)
- Bathyraja aguja (Kendall & Radcliffe, 1912)
- Bathyraja albomaculata (Norman, 1937)
- Bathyraja aleutica (Gilbert, 1896)
- Bathyraja andriashevi Dolganov, 1985
- Bathyraja bergi Dolganov, 1983
- Bathyraja brachyurops (Fowler, 1910)
- Bathyraja cousseauae Díaz de Astarloa & Mabragaña, 2004
- Bathyraja diplotaenia (Ishiyama, 1952)
- Bathyraja eatonii (Günther, 1876)
- Bathyraja fedorovi Dolganov, 1985
- Bathyraja griseocauda (Norman, 1937)
- Bathyraja hesperafricana Stehmann, 1995
- Bathyraja interrupta (Gill & Townsend, 1897)
- Bathyraja irrasa Hureau & Ozouf-Costaz, 1980
- Bathyraja ishiharai Stehmann, 2005
- Bathyraja isotrachys (Günther, 1877)
- Bathyraja leucomelanos Iglésias & Lévy-Hartmann, 2012[4]
- Bathyraja lindbergi Ishiyama & Ishihara, 1977
- Bathyraja longicauda (F. de Buen, 1959)
- Bathyraja maccaini Springer, 1971
- Bathyraja macloviana (Norman, 1937)
- Bathyraja maculata Ishiyama & Ishihara, 1977
- Bathyraja magellanica (Philippi {Krumweide}, 1902)
- Bathyraja mariposa Stevenson, Orr, Hoff & McEachran, 2004
- Bathyraja matsubarai (Ishiyama, 1952)
- Bathyraja meridionalis Stehmann, 1987
- Bathyraja minispinosa Ishiyama & Ishihara, 1977
- Bathyraja multispinis (Norman, 1937)
- Bathyraja murrayi (Günther, 1880)
- Bathyraja notoroensis Ishiyama & Ishihara, 1977
- Bathyraja pallida (Forster, 1967)
- Bathyraja panthera Orr, Stevenson, Hoff, Spies & McEachran, 2011 [2]
- Bathyraja papilionifera Stehmann, 1985
- Bathyraja parmifera (Bean, 1881)
- Bathyraja peruana McEachran & Miyake, 1984
- Bathyraja richardsoni (Garrick, 1961)
- Bathyraja scaphiops (Norman, 1937)
- Bathyraja schroederi (Krefft, 1968)
- Bathyraja shuntovi Dolganov, 1985
- Bathyraja simoterus Ishiyama, 1967
- Bathyraja smirnovi (Soldatov & Pavlenko, 1915)
- Bathyraja smithii (Müller & Henle, 1841)
- Bathyraja spinicauda (Jensen, 1914)
- Bathyraja spinosissima (Beebe & Tee-Van, 1941)
- Bathyraja trachouros (Ishiyama, 1958)
- Bathyraja taranetzi (Dolganov, 1983)
- Bathyraja trachura (Gilbert, 1892)
- Bathyraja tunae Stehmann, 2005
- Bathyraja tzinovskii Dolganov, 1985
- Bathyraja violacea (Suvorov, 1935)